# جين تشن
جين تشن (بالإنجليزية: Jane Chen)‏ هي رائدة أعمال أمريكية، ولدت في 5 ديسمبر 1978.